# WWOR-TV
WWOR-TV est une station de télévision américaine affiliée au réseau MyNetworkTV située à New York et appartenant à Fox Television Stations. Sa licence est pour Secaucus (New Jersey), mais son émetteur est situé au sommet du One World Trade Center.

## Télévision numérique terrestre
| Canal virtuel | Image | Ratio | Programmation                                     |
| ------------- | ----- | ----- | ------------------------------------------------- |
| 9.1           | 720p  | 16:9  | Programmation principale WWOR-TV / MyNetworkTV HD |
| 9.3           | 480i  | 4:3   | Buzzr (en)                                        |
| 9.4           | 480i  | 16:9  | Heroes & Icons (en)                               |

## Canada
Au Canada, WWOR-TV était distribué chez la plupart des distributeurs par câble et satellite au Canada dans le forfait des superstations ou à la carte. Elle est devenue disponible au Canada depuis novembre 1987 mais était conditionnelle, comme les autres superstations, à l'abonnement à un service de télévision payante telle que The Movie Network ou Movie Central. Aucun distributeur n'offre désormais cette station. La station WSBK-TV de Boston est l'affilié MyNetworkTV le plus distribué au Canada.